# 闭籽花科
闭籽花科又名白籽树科，只有1属3种，分布在中美洲和墨西哥的热带地区。
本科植物为灌木或藤本，生长在干旱地区；单叶互生，肉质，无托叶；花的花瓣5，花瓣比花萼短；果实为蒴果。
1981年的克朗奎斯特分类法将其列在商陆科，1998年根据基因亲缘关系分类的APG分类法认为应该单独分出一个科，仍然放在石竹目中，2003年经过修订的APG II分类法维持原分类。